# Wharton (Texas)
Wharton es una ciudad ubicada en el condado de Wharton en el estado estadounidense de Texas. En el Censo de 2010 tenía una población de 8832 habitantes y una densidad poblacional de 453,4 personas por km².

## Geografía
Wharton se encuentra ubicada en las coordenadas 29°18′52″N 96°6′14″O / 29.31444, -96.10389. Según la Oficina del Censo de los Estados Unidos, Wharton tiene una superficie total de 19.48 km², de la cual 19.39 km² corresponden a tierra firme y (0.48%) 0.09 km² es agua.

## Demografía
Según el censo de 2010, había 8832 personas residiendo en Wharton. La densidad de población era de 453,4 hab./km². De los 8832 habitantes, Wharton estaba compuesto por el 53.1% blancos, el 27.34% eran afroamericanos, el 0.62% eran amerindios, el 0.58% eran asiáticos, el 0.01% eran isleños del Pacífico, el 15.96% eran de otras razas y el 2.38% pertenecían a dos o más razas. Del total de la población el 39.37% eran hispanos o latinos de cualquier raza.